# Postzwang
Postzwang war das strafrechtliche geschützte Verbot, für gewisse Beförderungsgegenstände sich einer anderen Beförderungsart als der Postalischen zu bedienen. Der Postzwang bestand, seitdem es staatliche Postämter gab. Man wollte so verhindern, dass der Auftrag der Post zur Versorgung aller Postkunden durch konkurrierende Fuhrunternehmer auf den profitablen Strecken unrentabel wurde. Mittlerweile ist mit dem Wegfall des Briefmonopols 2007 der Postzwang abgeschafft.
Der Postzwang wurde bereits durch Gesetz über das Postwesen (PostG) vom 28. Juli 1969 in einen Beförderungsvorbehalt umgewandelt. Dieser war in § 2 Abs. 1 PostG a.F. niedergelegt.